# Miss Distrito Nacional 2015
El Concurso Provincial de Belleza del Distrito Nacional o Miss Distrito Nacional 2015 será celebrado el 15 de mayo de 2015 en el Restaurante Dhabú, Santo Domingo, República Dominicana. La ganadora representará la Provincia Distrito Nacional en el Miss República Dominicana 2015. y a los municipios Santo Domingo de Guzmán, Santo Domingo Este, Santo Domingo Norte y Santo Domingo Oeste en el concurso nacional también. También una finalista que estará para en  cualquier imprevisto  representar a una de las respectivas ganadoras.

## Resultados
| Resultados Final             | Candidata |
| ---------------------------- | --- |
| Miss Distrito Nacional 2015  | San Gerónimo- Gabriela Franceschini |
| Miss Santo Domingo Este      | Treinta de Mayo- Rosa Nilda Adames |
| Miss Santo Domingo Norte     | Herrera- Katherine Blanco |
| Miss Santo Domingo Oeste     | Mejoramiento Social - Steisy Morel |
| Miss Santo Domingo de Guzmán | Cristo Rey-Jennifher Daniel |
| Top 11                       | San Carlos- Yissaira Mota Bella Vista- Sol Lucero Castillo Los Ríos- Mariel Alliata La Hondonada- Rhay Trujillo-Stephen Ciudad Colonial- Denisse Jiménez Atala- Carolien Díaz |

### Premios especiales
Mejor Rostro (votado pljfjor la organización de Miss Distrito Nacional) -

 Miss Fotogénica (votado por el fotógrafo oficial del certamen) -

 Miss Simpatía (votado por la concursantes del Miss Distrito Nacional) -

## Candidatas Oficiales[2]
| Representa            | Candidata                               | Edad | Estatura        |
| --------------------- | --------------------------------------- | ---- | --------------- |
| Andrés                | Marilyn Encarnación Ramírez-Canaán      | 20   | 1,85 m (6′ 1″)  |
| Atala                 | Carolien del Carmen Díaz Pichardo       | 20   | 1,77 m (5′ 10″) |
| Bella Vista           | Sol Lucero Castillo Arias               | 23   | 1,79 m (5′ 10″) |
| Centro de los Héroes  | Ámbar Carolina Saldaña Chebebe          | 21   | 1,73 m (5′ 8″)  |
| Ciudad Colonial       | Denisse Eva Jiménez de los Santos       | 24   | 1,82 m (6′ 0″)  |
| Cristo Rey            | Jennifher Altagracia Daniel Andricksson | 22   | 1,79 m (5′ 10″) |
| Herrera               | Katherine Blanco Taveras                | 20   | 1,83 m (6′ 0″)  |
| Honduras del Norte    | María Alejandra Urdaneta Holsteinson    | 24   | 1,80 m (5′ 11″) |
| La Esperilla          | Tatiana Carina Pérez Herasme            | 19   | 1,72 m (5′ 8″)  |
| La Hondonada          | Rhay Noelia Trujillo-Stephen Díaz       | 22   | 1,71 m (5′ 7″)  |
| Los Ríos              | Mariel Isabella Alliata Bronner         | 22   | 1,76 m (5′ 9″)  |
| Mejoramiento Social   | Steisy Gynnette Morel Abissadda         | 22   | 1,79 m (5′ 10″) |
| Mirador Sur           | Sarah Yasaira Medina Lora               | 19   | 1,75 m (5′ 9″)  |
| San Carlos            | Yissaira Reina Mota de Moya             | 21   | 1,79 m (5′ 10″) |
| San Gerónimo          | Gabriela María Franceschini Faneyte     | 23   | 1,82 m (6′ 0″)  |
| Simón Bolívar         | Carolina María Lora de la Rosa          | 21   | 1,78 m (5′ 10″) |
| Treinta de Mayo       | Rosa Nilda Adames Reynoso               | 21   | 1,84 m (6′ 0″)  |
| Veinticuatro de Abril | Jessica Monegro                         | 18   | 1,72 m (5′ 8″)  |
| Viejo Arroyo Hondo    | Sarah Nereyda Mota del Valle            | 18   | 1,72 m (5′ 8″)  |